# La Messiade
La Messiade est une épopée en vingt chants en allemand composés par le poète allemand Friedrich Gottlieb Klopstock.

## Histoire du poème
Klopstock conçoit le projet de rédiger cette œuvre dès l’âge de quinze ans, et la lecture du Paradis perdu de Milton le convainc de l’écrire en vers. En 1748, il fait paraître dans le Recueil de Brême, un journal littéraire d’avant-garde, et à la demande de Bodmer, les trois premiers chants d’une épopée qui n’est achevée qu’en 1777.

## Résumé
Ce poème d’environ 22 000 hexamètres dactyliques narre la Passion du Christ, de son entrée à Jérusalem à sa résurrection.

## Réception
Considérée en son temps comme une œuvre géniale et novatrice par les poètes les plus en vue, comme Bodmer, l’impossibilité pour la génération romantique, incarnée par Tieck, les frères Friedrich et Auguste Schlegel, Novalis, Schleiermacher, d’y retrouver les thèmes chers à la nouvelle école romantique, nuira fortement à sa postérité. D’œuvre d’avant-garde, la Messiade passe donc en moins d’un demi-siècle du côté des œuvres démodées, de la vieille école.
La première traduction française, incomplète puisqu'elle s'arrêtait à la Xe ode, fut réalisée par Georges-Adam Junker (1716-1805), professeur d'allemand à l'École militaire, Pierre-Thomas Anthelmy (1730-1783), professeur de mathématiques dans la même école, et un troisième traducteur anonyme dont l'identité reste inconnue.
La Messiade inspira le poète français Alfred de Vigny pour la rédaction du poème "Eloa" et le cinéaste italien Luigi Maggi qui réalisera en 1912 le film muet Satan.